# Lepidaploa
Lepidaploa es un género de plantas con flores perteneciente a la familia   Asteraceae. es un género de plantas fanerógamas perteneciente a la familia de las asteráceas. Comprende 170 especies descritas y de estas, solo 122 aceptadas.

## Taxonomía
El género fue descrito por (Cass.) Cass. y publicado en Dictionnaire des Sciences Naturelles [Second edition] 36: 20. 1825.

## Algunas especies aceptadas
A continuación se brinda un listado de las especies del género Lepidaploa aceptadas hasta julio de 2012, ordenadas alfabéticamente. Para cada una se indica el nombre binomial seguido del autor, abreviado según las convenciones y usos.
- Lepidaploa acuminata (Less.) H.Rob.
- Lepidaploa acutiangula (Gardner) H.Rob.
- Lepidaploa almasensis (D.J.N.Hind) H.Rob.
- Lepidaploa alvimii (H.Rob.) H.Rob.
- Lepidaploa araguensis (V.M.Badillo) H.Rob.
- Lepidaploa araripensis (Gardner) H.Rob.